# Michel Marie Pacthod
Michel Marie Pacthod est un militaire sarde, né le 16 janvier 1764 à Saint-Julien-en-Genevois et mort le 24 mars 1830 à Paris. Il est naturalisé français le 14 août 1816.

## Biographie

### Du commissaire des guerres au général de brigade
Il exerce en 1786 la charge de commissaire-auditeur des guerres à Carouge lorsqu'il est admis au service militaire au Piémont. Le 15 décembre 1792, il est nommé, par le représentant du peuple Hérault de Séchelles, capitaine d'une compagnie franche du Mont-Blanc à l'armée des Alpes, et il devient chef du 2e bataillon de volontaires nationaux du même département le 1er mai 1793. 
Il se fait remarquer au siège de Toulon. En récompense de la bravoure et de l'intelligence qu'il montre dans toutes les actions qui ont lieu contre cette ville, et dans l'une desquelles il est blessé d'un coup de canon, les représentants du peuple en mission à Toulon le font adjudant-général chef de brigade le 5 janvier 1794, et lui confient le commandement temporaire de Marseille. 5 000 Toulonnais ayant marché contre cette dernière ville, il se met à la tête de la garnison, composée de 900 hommes, les repousse et les poursuit jusque sous les murs de Toulon, où il entre quelques jours après et rétablit l'ordre. Il revient à Marseille au moment où les égorgeurs se sont emparés du fort Saint-Jean et massacrent les prisonniers. Il se transporte dans ce fort, arrête les massacres et fait saisir les principaux assassins. Les représentants du peuple le nomment général de brigade le 7 prairial an III (26 mai 1795). En vendémiaire an IV (octobre 1795), le représentant Fréron lui ôte son commandement et l'envoie à l'armée des Alpes.
En l'an V, le général  Kellermann certifie qu'il a servi sous ses ordres à l'armée des Alpes, avec beaucoup de zèle et d'activité. En l'an VI, le général Augereau demande qu'il soit employé et lui confie le commandement de la place de Strasbourg. Il est réformé par le Directoire le 5 prairial (24 mai 1798). Mis de nouveau en activité le 15 fructidor an VII (1er septembre 1799), il sert à l'armée de Hollande. Il est fait chevalier de la Légion d'honneur le 19 frimaire an XII (11 décembre 1803), électeur du département du Léman et commandeur de l'ordre le 25 prairial (14 juin 1804).

### Général d'Empire
Pacthod passe au 1er corps de la Grande Armée en fructidor an XIII (août 1805). Il fait les campagnes des ans XII et XIII à l'armée de Hanovre et celles de la Grande Armée jusqu'au milieu de 1808. Le 4 novembre 1806, il appuie le maréchal Bernadotte à Crevismulen et se distingue deux jours plus tard à la prise de Lubeck. En récompense, Bernadotte le propose pour le grade de général de division. 
Il se distingue à nouveau lors de la bataille de Mohrungen (en) le 25 janvier 1807, où il reçoit un coup de biscaïen à la hanche gauche. À la bataille de Friedland le 14 juin, le 1er corps dont il fait partie ayant fortement secondé le succès de cette journée, le duc de Bellune demande de nouveau de l'avancement pour cet officier général, mais l'Empereur ajourne de faire droit à cette demande jusqu'à la première victoire remportée sur les armées espagnoles. Cette occasion se présente bientôt. Il est créé baron de l'Empire le 5 juin 1808. En octobre 1808, il passe au 1er corps de l'armée d'Espagne. Le 16 novembre, il enlève les positions espagnoles à la bataille d'Espinosa et est fait général de division sur le champ de bataille. Il se distingue encore le 2 décembre suivant, à l'attaque de Madrid, puis à Uclès en janvier 1809, où la majeure partie de l'infanterie espagnole est faite prisonnière. Le 24 mars il prend le commandement d'une division à l'armée d'Italie. À l'attaque du fort de Malborghetto, il entre le premier dans les retranchements et s'en empare le 17 mai suivant. Il cueille de nouveaux lauriers le 14 juin à la bataille de Raab et à la bataille de Wagram, où il reçoit une blessure grave.
Le 9 mai 1810 il rejoint l'armée de Naples, puis il est mis en disponibilité le 23 décembre 1811, et le 16 mars 1812 il reçoit l'ordre de se rendre à l'armée d'Illyrie. En janvier 1813 il commande la division du corps de l'armée d'observation d'Italie, et, le 17 mars suivant, la 2e division du même corps. Passé au 42e corps de la Grande Armée le 24 avril, il fait la campagne de Saxe. Il prend une part très active à la bataille de Bautzen le 20 mai, et reçoit de Napoléon Ier le titre de comte de l'Empire. Le 28 du même mois, il oblige 8 000 Prussiens à mettre bas les armes à Hoyerswerda, et verse de nouveau son sang pour la patrie à la bataille de Hanau. L'Empereur le fait grand officier de la Légion d'honneur le 22 juillet suivant. Le 31 octobre de la même année, à l'attaque du pont de Saxe-Hausen, à Francfort-sur-le-Main, il commande en chef un corps d'armée de deux divisions de la jeune garde, en remplacement du maréchal Oudinot, duc de Reggio, couvert de blessures, lorsqu'il est lui-même grièvement atteint d'un coup de feu à l'épaule gauche.
Dans la campagne de France, il se trouve placé à la tête d'un corps de 4 000 gardes nationaux de Sens et Montereau-Fault-Yonne. Il soutient pendant six heures un combat sanglant lors de la bataille de Fère-Champenoise le 25 mars. Ses six carrés de soldats en sabots et chapeaux sont accablés par les charges répétées de 20 000 cavaliers et les tirs d'artillerie de 100 canons des armées russe et prussienne. Les deux souverains alliés, témoins de cette défense héroïque, réussissent à convaincre Pacthod, blessé au bras, et les 1 400 soldats survivants de se rendre. Il est libéré en avril après la chute de l'Empire.

### Au service de la monarchie

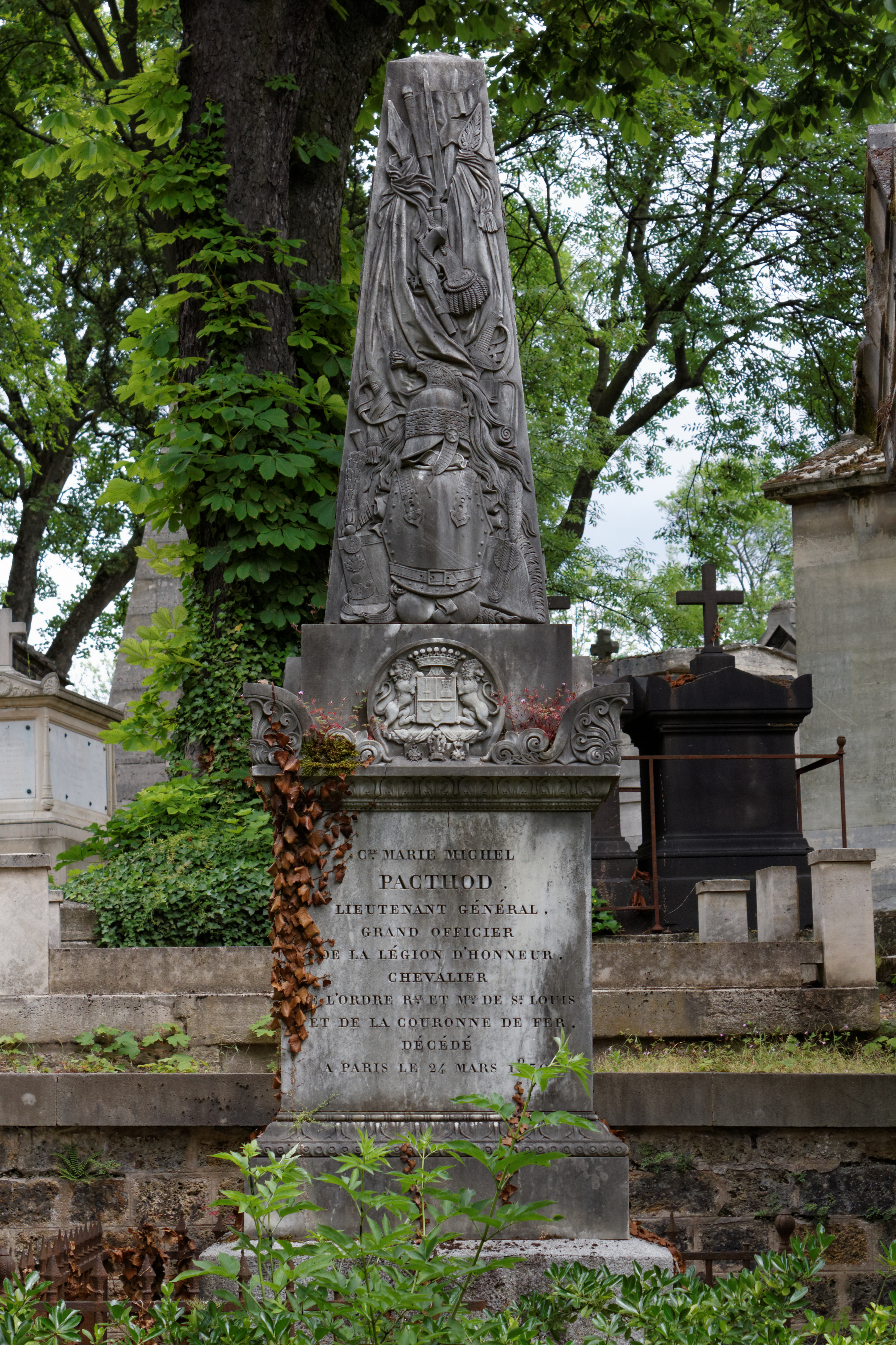
Sépulture au cimetière du Père-Lachaise.

À la suite des événements du 20 mars 1815, il a reçu du gouvernement impérial l'ordre de se rendre à l'armée des Alpes pour y prendre le commandement de la 13e division militaire, mais il n'obéit pas à cette injonction, et il est remplacé le 10 mai 1815 et mis en disponibilité. Le 1er juillet 1815, Louis XVIII le nomme inspecteur général d'infanterie dans les 8e et 9e divisions militaires. Le 30 décembre suivant, il est compris comme inspecteur général d'infanterie dans le cadre d'organisation de l'état-major général et est mis en disponibilité le 30 décembre 1819. Il comparaît devant le 1er conseil de guerre permanent, siégeant à Paris le 24 septembre 1822, comme accusé de s'être porté à des voies de fait envers un adjudant de la ville de Paris, de service au jardin Beaujon. Le conseil de guerre l'acquitte à l'unanimité, le déclarant non coupable d'injures et de voies de fait envers le dit adjudant, et le décharge de toute espèce de blâme et de culpabilité dans l'action portée contre lui. Membre de la commission de révision du Code de justice militaire le 15 juin 1822, et remis en disponibilité le 1er mars 1823, il obtient sa retraite le 12 novembre 1826.
Il meurt à Paris le 24 mars 1830, et est inhumé au cimetière du Père-Lachaise (40e division). Son nom est inscrit sur l'arc de triomphe de l'Étoile, côté sud (26e colonne).
Dans ses Souvenirs, le lieutenant-colonel Abraham Rösselet écrit au sujet de Pacthod qu'il était « rempli de talents, de capacité et très bon militaire » mais qu'il « était immoral au plus haut degré. C'était au point que ses aides-de-camp n'y tenaient pas et qu'on voyait souvent de nouvelles figures dans son état-major ».

## Armoiries
| Figure | Blasonnement |
|        | Armes du baron Michel-Marie Pacthod et de l'Empire Coupé : au 1, d'or, à une tour de sable, maçonnée et ouverte du champ; au 2, d'azur, à trois croissants d'or ; au canton des barons militaires brochant. |